# Рашевский, Дмитрий Владимирович
Дмитрий Владимирович Рашевский (9 октября 2000 года, Санкт-Петербург) — российский хоккеист, правый крайний нападающий, выступающий за клуб КХЛ «Авангард» (Омск).

## Карьера
Начинал заниматься хоккеем в петербуржской «Неве». В детском возрасте хотел играть в воротах, но родители его отговорили. Воспитанник системы «Динамо» Санкт-Петербург, выпускник СДЮШОР «Динамо», прошел все ступени клубной структуры.
В сезоне 2019/20 забросил 44 шайбы и стал лучшим снайпером регулярного чемпионата в Молодежной хоккейной лиге. Осенью 2020 года дебютировал в Высшей лиге и отметился заброшенной шайбой в первой же игре.  В ВХЛ Рашевский забросил 11 шайб, в том числе оформив покер в матче с ХК «Тамбов» в ноябре 2020 года.
По ходу сезона 2020/21 дебютировал в КХЛ за московское «Динамо» и отдал голевой пас в первой же игре в лиге. Также выступал за команды столичного клуба в МХЛ и ВХЛ. Весной 2021 года стал чемпионом МХЛ и обладателем Кубка Харламова в составе МХК «Динамо».
Сезон 2021/22 стал для Рашевского первым полноценным в КХЛ. В регулярном чемпионате ему удалось набрать 35 (19+16) очков в 48 матчах. По итогам сезона претендовал на получение приза имени Алексея Черепанова, который вручается лучшему новичку КХЛ, однако эту награду в итоге получил Арсений Грицюк из «Авангарда».
Кроме того, всезоне 2021/22 вошёл в десятку лучших игроков регулярного чемпионата среди игроков до 23 лет по версии официального сайта КХЛ, заняв в рейтинге второе место.
Летом 2022 года снялся в клипе, который КХЛ выпустила совместно с лейблом Black Star. Трек «Доберемся до вершин» исполнили Slame и Анет Сай, а Рашевский стал одним из героев клипа.
27 июня 2025 года в результате обмена перешел в клуб КХЛ «Авангард» (Омск).

## Статистика
| Легенда | Легенда                    | Легенда | Легенда                   | Легенда | Легенда    |
| ------- | -------------------------- | ------- | ------------------------- | ------- | ---------- |
| И       | Количество проведённых игр | Штр     | Штрафное время            | +/−     | Плюс-минус |
| Г       | Голы                       | П       | Голевые передачи          | О       | Очки       |
| -       | Статистика неизвестна      | —       | Статистика не учитывалась |         |            |

## Достижения
- Лучший снайпер МХЛ в сезоне 2019/20
- Обладатель Кубка Харламова в сезоне 2020/21